# Richard Brocklesby
Richard Brocklesby (Minehead, 11 agosto 1722 – Londra, 11 dicembre 1797) è stato un medico britannico, al quale si attribuiscono i primi studi musicoterapeutici e i primi miglioramenti igienico-sanitari negli ospedali militari.

## Biografia
Richard Brocklesby, nato in Somerset l'11 agosto del 1722, fu l'unico figlio maschio di Richard Brocklesby di Cork e sua moglie Mary Alloway. Sin dall'adolescenza venne educato secondo i principi del Quaccherismo e all'età di 12 anni venne iscritto alla Scuola dei Quaccheri di Ballitore. 
Nel 1742 iniziò gli studi di medicina ad Edimburgo ma prima di completare il corso di laurea si trasferì a Leyden per evitare che i sentimenti anti-Giacobiti gli impedissero di fare carriera. Qui, nel 1745, si laureò con la tesi "De saliva sana et morbosa" dove descrisse in modo chiaro l'espettorazione della polmonite e dell'idrofobia.
Successivamente si trasferì a Londra dove, per guadagnare fama, scrisse un saggio ("An essay concerning the mortality among horned cattle") su un'epidemia che stava colpendo i bovini portandoli alla morte, suggerendo la sepoltura delle carcasse infette in tombe profonde per evitare un'ulteriore diffusione del morbo. Diligentemente dedicò l'articolo a Richard Mead uno dei medici più influenti di Londra, nonché membro della Royal Society. Nel giro di pochi mesi Brocklesby scrisse quattro articoli, che propose alla rivista scientifica della Royal Society: i primi due riguardavano studi condotti sull'effetto di alcuni veleni sull'uomo e sull'animale; il terzo riportava risultati di esperimenti sui sali mentre il quarto ed ultimo articolo riguardava il senso dell'udito e della capacità di emettere suoni dei pesci.
Richard Mead rimase colpito dalle abilità del giovane medico e propose la sua candidatura come membro dell'associazione scientifica. Nel 1747 Brocklesby entrò a far parte della Royal Society.
In un successivo articolo datato 1755 approfondì gli studi sul mondo animale, portando tesi a favore della diversa trasmissione tra i nervi sensitivi, con particolare attenzione alla propagazione del dolore e i nervi motori. Dopo la pubblicazione di "Reflections on Antient and Modern Music with the Application to the Care of Disease" avvenuta nel 1749, le sue abilità come scrittore e professionista vennero riconosciute al meglio e nel 1751 venne ammesso come specializzando al Royal College of Physicians. Tre anni dopo fu premiato come medico onorario dall'Università di Dublino e ricevette un titolo simile anche da quella di Cambridge. Nel febbraio del 1755 Richard entrò a far parte del Royal College.
Nel 1758 fu eletto medico dell'esercito e inviato in Germania durante la Guerra dei sette anni, esperienza che gli fornì del materiale per quella che sarà la sua opera più importante "Oeconomical and medical observations". Visse un'analoga esperienza nell'ottobre del 1760, quando fu nominato medico nell'ospedale da campo delle truppe britanniche.
Qualche tempo prima della pace del 1763 tornò in Inghilterra e si trasferì in una nuova abitazione a Londra, dove visse con la sorella nubile e una governante fino alla fine della sua vita. Dopo la morte del padre il patrimonio a lui lasciato, lo stipendio da medico e quello da medico dell'esercito gli permisero di godere di una notevole stabilità economica.
Fu un uomo conosciuto per la sua socievolezza e bontà che trascorse la sua vita tra lo studio e la cura degli altri in maniera attiva e disinteressata.. Parte dei suoi beni, infatti, furono spesi nelle opere caritatevoli per amici o altri; sembra infatti sia accorso in aiuto del capitano Thomas Coram, il quale aveva speso tutti i suoi beni per la fondazione del Foundling Hospital dedito alla cura e all' accoglienza dei bambini. Inoltre molti dei suoi pazienti in difficoltà ricevettero cure gratuite o aiuti di carattere economico.
In ambito politico Brocklesby era un sostenitore del partito dei Whig, come il suo paziente John Wilkes.
Il paziente più famoso di Brocklesby fu Samuel Johnson, importante critico, poeta e saggista britannico del Settecento. I due divennero molto amici e si frequentavano spesso, sebbene Johnson fosse un uomo abbastanza problematico, molto incline a criticare il proprio medico e all'auto-trattamento.
Anche dopo la morte del letterato Brocklesby rimase in contatto con i membri del circolo di Johnson e partecipò alle riunioni dell'Essex Head Club che lo stesso aveva fondato.
Richard Brocklesby morì nella sua casa in Norfolk Road, nel quartiere di Strand, a Londra l'11 dicembre 1797 all'età di settantacinque anni.

## Opere
- "Dissertatio Medico, inauguralis de Saliva sana et morbosa", 1745;
- "An Essay concerning the Mortality, now prevailing among the Horned Cattle, in severale parts of Europe and chiefly about London", 1746;
- "Reflections on Antient and Modern Music with the Application to the Care of Disease", 1749;
- "Economical and Medical Observations from 1758 to 1763 tending to the Improvement of Military Hospital and to the care of Camp Diseas incident of soldiers", 1764.

## Opere principali
Economical and Medical Observations from 1758 to 1763 tending to the Improvement of Military Hospital and to the care of Camp Diseas incident of soldiers
Nel 1758 Brocklesby fu eletto medico dell'esercito e inviato in Germania durante la battaglia dei sette anni. Questa esperienza gli fornì il materiale per quella che fu la sua opera più importante, pubblicata nel 1764. Egli osservò che l'equipaggiamento dei chirurghi dell'arma non era sufficientemente adeguato a fronteggiare le malattie e le ferite riportate dai soldati in battaglia; cosi' ritenne opportuno che gli ufficiali fossero medici qualificati. Brocklesby reputò inoltre le baracche delle truppe come non adeguate per la cura e la salute dei soldati in quanto sprovviste di servizi sanitari consoni; egli infatti riteneva che dormitori di buona qualità avrebbero aiutato le truppe a trovare il loro benessere attraverso la qualificazione dell'igiene personale, l'attività fisica e una giusta alimentazione. Nell'isola di Wight egli annotò che le sofferenze degli uomini dovute alle ferite o alle malattie avevano più possibilità di guarigione in capanni all'aria aperta anziché nelle fredde strutture adibite ad ospedali. Continuò ad interessarsi della salute e dello stile di vita dei soldati fino al marzo 1794.
Reflections on Antient and Modern Music with the Application to the Care of Disease

Nel 1749 il medico Richard Brocklesby pubblicò "Reflections of Antient and Modern Music with the Application to the Care of Disease", il primo trattato nella storia della musicoterapia, opera nella quale non si limitò a comparare le vecchie e nuove tecniche musicali ma raccolse prove che supportassero l'impiego della musica nel trattamento di manie e disturbi mentali.
"La musicoterapia è uno speciale metodo della psicoterapia, che cerca di suscitare un influsso terapeutico sui pazienti servendosi di vari elementi e specie di musica, di diverse forme di recezione musicale e di attività musicale. Tale influsso si estende tanto all' "umore" soggettivo dell'uomo quanto alle sue funzioni fisiologiche."
La pubblicazione dell'opera di Brocklesby suscitò sin da subito l'interesse e l'attenzione della società, in quanto, sebbene riprendesse temi già trattati in passato, ne riportò le evidenze riscontrate in personaggi del tempo sui quali la terapia aveva avuto successo.
La sua analisi fonda le sue basi nella filosofia dell'età classica e medievale. Non a caso già Platone, Aristotele e ancor prima Pitagora avevano riconosciuto nella musica il suo potere incantatore sulla parte irrazionale, capace di procurare benessere e ricostruire l'armonia perduta nel periodo di malattia.
Continuando su questa idea filosofica, la musica, ancora una volta è vista dal Brocklesby come vincolo tra corpo e mente, capace di ripristinare la loro naturale armonia intrinseca, mediata da quello spirito impulsivo e animale considerato sin dalla filosofia antica veicolo di passioni. Le vibrazioni della musica, infatti, sono in grado di scaldare o sedare le emozioni fluendo attraverso i nervi e agendo su mente e anima.
Propose dunque i suoi metodi musicoterapeutici come rimedio contro le "emozioni eccessive", quali gioia, dolore, paura e le turbe mentali come schizofrenia, isteria, delirio e comportamenti maniacali.
Individuò nella sua esperienza da medico la poliedricità della musica, capace di donare sollievo e equilibrio, facilitare la guarigione attraverso un esercizio alla sofferenza e infine, ma non meno importante, stimolo attraverso il quale affinare il piacere estetico e del buon gusto.